# Moncofa
Moncofa è un comune spagnolo di 4 024 abitanti situato nella comunità autonoma Valenciana.